# 린 생산
린 제조(lean manufacturing) 또는 린 생산(lean production)은 공급자와 소비자로부터의 응답 시간과 생산 체계 내에서의 시간을 줄이는 것을 주된 목표로 하는 제조 방법이다. 린 제조는 주문된 상품만을 공급하여 생산을 수요에 맞추고, 효율성과 생산성에 집중하여 상품의 제조와 공급에서 발생하는 낭비를 줄이는 적시 제조(just-in-time manufacturing, JIT manufacturing) 개념과 밀접하게 연관되어 있다. 린 제조는 적시 제조의 접근법을 도입하여 회전시간과 처리시간을 줄이는 데에 집중한다.
토요타 자동차의 1930년 경영 모형인 "도요타 방식(The Toyota Way)"(도요타 생산 체계(Toyota Production System, TPS)에서 파생된 생산 방법(production method)이다. "린(lean)"이라는 용어는 1988년 John Krafcik이 고안하였으며, 1996년 James Womack과 Daniel Jones이 다음 다섯 가지 핵심 원칙으로 구성된 정의를 제시하였다: '특정 제품별로 정확한 가치를 명시하고, 각 제품의 가치 흐름(value stream)을 파악하며, 가치 흐름(value flow)이 중단되지 않도록 하고, 고객이 생산자로부터 가치를 이끌어낼 수 있게 하며, 완벽함을 추구하도록 한다'.

## 같이 보기
- 간반